# Côtes-du-marmandais
Le côtes-du-marmandais est un vin français d'appellation d'origine contrôlée produit sur une partie du Lot-et-Garonne.
La zone de production  d'une superficie 1 300 ha sur 27 communes se situe de part et d'autre de la Garonne, à l’ouest du département de Lot-et-Garonne, dans le prolongement du vignoble de l'Entre-Deux-Mers et du vignoble des Graves et entre les côtes de Buzet et les côtes de Duras, proche de la ville de Marmande.

## Histoire
Le vignoble des côtes-du-marmandais faisait partie du vignoble du haut-pays. Ce dernier assurait des livraisons de vins par la Garonne au port de la Lune à Bordeaux, avant le développement d'un vignoble de bordeaux assez productif pour assurer les exportations, notamment vers l'Angleterre.
Le vignoble a eu beaucoup de mal à se remettre de l'attaque du phylloxéra, du gel de 1956 et de la dispersion des vignes. Depuis 1990, il bénéficie d'une appellation d'origine contrôlée. Les deux caves coopératives de Beaupuy et Cocumont ont fusionné en cave du marmandais. L'ensemble assure la plus grosse partie de la production de la zone. Le cahier des charges a été modifié en avril 2025.

## Situation

### Aire géographique
Le vignoble est situé en Nouvelle-Aquitaine, dans le département de Lot-et-Garonne. Il est partagé en deux entités de part et d'autre de la Garonne.
Il couvre les communes de Beaupuy, Bouglon, Cambes, Caubon-Saint-Sauveur, Castelnau-sur-Gupie, Cocumont, Escassefort, Guérin, Lachapelle, Lagupie, Lévignac-de-Guyenne, Marcellus, Marmande, Mauvezin-sur-Gupie, Meilhan-sur-Garonne, Monteton, Montpouillan, Peyrière, Romestaing, Saint-Avit, Saint-Géraud, Saint-Martin-Petit, Saint-Sauveur-de-Meilhan, Sainte-Bazeille, Samazan, Seyches et Virazeil.

### Géologie et orographie
La Garonne a creusé son lit à la faveur d'un faille qui délimite deux zones géologiques sur chaque rive du fleuve. Sur la rive droite, la première terrasse est constituée du calcaire de Castillon. (même époque de sédimentation que celui que l'on trouve à Castillon-la-Bataille) Au-dessus, de grandes épaisseurs de molasses argilo-calcaire sont établies en coteaux, découpés en collines arrondies par l'érosion. Sur la rive gauche, des calcaires aquitaniens plus jeunes sont prépondérants en sous-sol, recouvert d'anciennes terrasses graveleuses alluviales de la Garonne. Ils constituent aussi un paysage vallonné de collines aux pentes douces. Au pied du coteaux, la première terrasse est constituée de graves limoneuses, bien adaptées à la viticulture.

### Climatologie
| Mois                              | jan. | fév. | mars | avril | mai  | juin | jui. | août | sep. | oct. | nov. | déc. | année |
| --------------------------------- | ---- | ---- | ---- | ----- | ---- | ---- | ---- | ---- | ---- | ---- | ---- | ---- | ----- |
| Température minimale moyenne (°C) | 1,9  | 2,7  | 4    | 6,1   | 9,9  | 12,9 | 14,9 | 14,9 | 12   | 9    | 4,9  | 2,9  | 8     |
| Température maximale moyenne (°C) | 8,9  | 11,2 | 14,3 | 16,6  | 20,7 | 23,9 | 27   | 26,9 | 24   | 18,8 | 12,6 | 9,5  | 17,9  |
| Ensoleillement (h)                | 87   | 108  | 183  | 187   | 222  | 216  | 249  | 244  | 190  | 126  | 82   | 66   | 1 952 |
| Précipitations (mm)               | 61   | 63   | 53   | 64    | 82   | 63   | 59   | 58   | 57   | 64   | 62   | 63   | 748   |

Le vignoble reçoit l'influence d'un climat océanique, atténuée par son éloignement de l'océan Atlantique et par la protection relative de la forêt des Landes. Les précipitations sont réparties de manière homogène sans excès et l'ensoleillement est optimal.

## Le vignoble

### Encépagement

#### Cépages blancs
Le côtes du marmandais blanc est un vin de sauvignon. Les cépages principaux sont en effet le sauvignon blanc B et le sauvignon gris G. Ils doivent représenter à eux deux, au moins 70 % de l'encépagement. Les cépages complémentaires muscadelle B et sémillon B sont autorisés dans la limite de 30 %. L'encépagement est l'ensemble des parcelles d'une appellation, plantée dans une couleur de cépage.

#### Cépages rouges
Les cépages majoritaires sont le cabernet franc N, le cabernet-sauvignon N et le merlot N. Ils sont limités dans leur ensemble à 85 % de l'encépagement. Les cépages complémentaires sont l'abouriou N, le fer servadou N, le gamay N, et la syrah N. L'ensemble des cépages complémentaires ne doit pas dépasser 50 % de l'encépagement.
Avant l'arrivée du phylloxera, l'abouriou, cépage très précoce dans le vignoble marmandais, était très présent, il est aujourd'hui un cépage relique. Cépage régional, il n'est présent que dans le vignoble marmandais.

### Pratiques culturales
La densité de plantation doit être d'au moins 4000 pieds par hectare. L'écartement maximum entre rang est de 2,5 mètres.
La taille de la vigne doit se faire en guyot, cordon de royat ou à cot. Le nombre d'yeux fructifères est limité à 15 par pied de vigne, après l'ébourgeonnage. Le palissage de la vigne est obligatoire et doit avoir une hauteur minimale d'au moins 0,55 fois l'écartement entre rangs. La qualité du feuillage est importante, elle détermine la bonne réception du soleil et son étalement favorise une bonne photosynthèse.
Le vignes doivent être conduites pour donner un bon état sanitaire de la vendange et du feuillage. Le sol ne peut être désherbé en totalité, sauf pour faner une herbe en mauvais état dans le but de la resemer. Les pieds de vigne morts ou manquants doivent être remplacés avant d'atteindre 20 % du total de la parcelle. Au-delà de cette valeur, un abaissement du rendement de la parcelle du même pourcentage est appliqué.
L'irrigation est interdite du 1er mai jusqu'à la récolte. Toutefois, le décret précise qu'elle peut être exceptionnellement autorisée. Dans ce cas, elle est réservée aux conditions particulières de sècheresse d'un millésime et peut avoir lieu du 15 juin au 15 août, ce qui correspond aux stades de développement de la vigne fermeture de la grappe (grains formés qui se touchent) et "véraison". (le raisin change de couleur) Cette autorisation est demandée par l'organisme de défense et de gestion de l'appellation auprès de l'INAO, motivée par des données climatiques et de l'état des vignes qui nécessitent la mesure. Le directeur de l'INAO peut accorder la dérogation après avis du comité régional INAO de Toulouse. Le viticulteur qui le juge nécessaire s'engage à déclarer les parcelles irriguées avec la surface et le cépage à l'organisme d'inspection, et le matériel d'irrigation ne doit pas être enterré.

### La récolte
Le rendement en raisin est limité à 10 000 kg par hectare, rendement ramené à 9 000 kg en cas d'irrigation. Le rendement en vin fini est de 55 hectolitres par hectare pour les vins rouges et rosés et 60 hl/ha pour les vins blancs.
Le raisin est récolté à bonne maturité. Elle est appréciée visuellement, gustativement (dégustation de baies mûres) et par la mesure du taux de sucre: au moins 160 grammes par litre pour le raisin blanc et 170 grammes pour le raisin rouge. Cette valeur correspond à un titre alcoométrique de 10 % vol après vinification.
Pour voir leur récolte classée en AOC, les jeunes vignes doivent avoir au moins trois ans.
La récolte est essentiellement mécanique.

### Vinification et élevage

#### Vinification en blanc
La vinification en blanc se fait avec une macération réduite de quelques heures (macération pelliculaire) ou sans macération, la vendange entrant directement dans le pressoir. La fermentation alcoolique se fait à température maîtrisée afin de préserver les arômes.

#### Vinification en rouge
À l'arrivée au chai, la vendange est mise en cuve pour y fermenter.

## Production
- Château Bazin
- Château Côte De France
- Château Soubiran
- Château Terrebert
- Château Belma